# نرمين عثمان
نرمين عثمان حسن ولدت عام 1948 في مدينة كوي سنجق في كردستان العراق، وزيرة البيئة العراقية في زمن حكومة نوري المالكي, وهو نفس المنصب الذي شغلته في الحكومة العراقية الانتقالية. كانت وزيرة شؤون المرأة في الحكومة العراقية المؤقتة ووزيرة التعليم في كردستان العراق من عام 1992 
حاصلة على بكالوريوس في الرياضيات من جامعة بغداد عام 1971. أنخرطت في العمل السياسي في عام 1970 وكانت أول امرأة في صفوف حزب كادحي كردستان (كومة لة).
نجت من محاولة اغتيال في أغسطس/آب 2005 عندما هاجم مسلحون قافلتها
تنشط عائلتها في البيشمركة الكردية التي قاتلت ضد صدام حسين والذي أعدم كل من عمها ونسيبها. سجن زوجها (دارو الشيخ النوري) لمدة خمس سنوات وعذب.
هاجرت هي وزوجها إلى السويد في عام 1984، وعادت إلى العراق في عام 1992.
كان زوجها عضو المكتب السياسي الوطني وتوفي في 2004، وهو نفس العام الذي عرض عليها المشاركة في الحكومة الوطنية.